# マスターボリューム
「マスターボリューム」は、UNISON SQUARE GARDENの2ndシングル。2009年1月28日にトイズファクトリーから発売された。

## 概要
前作「センチメンタルピリオド」より約6ヶ月ぶりのシングル。
「マスターボリューム」はテレビ東京系『JAPAN COUNTDOWN』2009年1月度オープニングテーマとなっており、バンドとして初めてのタイアップとなっている。
「一人思うは雨の中」は、2019年にB面集アルバム『Bee-Side Sea-Side 〜B-side Collection Album〜』に再ミックスのうえ収録された。
「スノウリバース」は『Bee-Side Sea-Side 〜B-side Collection Album〜』に再録のうえ収録された。また、同アルバムの発売を記念して行われたシングルB面曲の人気投票「B Side 総選挙」で1位を獲得し、その記念として新たにミュージックビデオが制作された。

## 収録曲
| 全作詞・作曲: 田淵智也、全編曲: UNISON SQUARE GARDEN。 |                        |          |            |      |
| #                                                      | タイトル               | 作詞     | 作曲・編曲 | 時間 |
| 1.                                                     | 「マスターボリューム」 | 田淵智也 | 田淵智也   | 3:21 |
| 2.                                                     | 「一人思うは雨の中」   | 田淵智也 | 田淵智也   | 5:00 |
| 3.                                                     | 「スノウリバース」     | 田淵智也 | 田淵智也   | 5:26 |
| 合計時間:                                              | 合計時間:              | 13:47    |            |      |